# Batesford
Batesford – miasto w Australii, w stanie Wiktoria.